# Субботина, Нина Михайловна
Нина Михайловна Субботина (1877—1961) — русский и советский астроном, одна из первых российских женщин-астрономов, получивших профессиональное образование. Действительный член Русского астрономического общества.

## Биография
Родилась 25 октября 1877 года[по какому календарю?] в семье инженера Михаила Глебовича Субботина (1850—1909) и его жены Надежды Владимировны (1855—1927), дочери архитектора В. И. Соколова. В 8-летнем возрасте, заболев тяжёлой формой скарлатины, потеряла слух, способность говорить и нормально ходить. Всю последующую жизнь она передвигалась на костылях, а общалась с другими людьми только письменно или жестами.
Получила среднее образование на дому. Интерес к астрономии привил ей отец. Как она рассказывала в письме, написанном в 1910 году, к другу семьи С. К. Костинскому: «Папа много рассказывал о звездах и показывал их в свою трубу».
В 1895 году она впервые посетила Пулковскую обсерваторию. В 1899 году в семейном имении Собольки (Можайского уезда Московской губернии) М. Г. Субботин построил для дочери частную обсерваторию, оборудованную четырёхдюймовым телескопом-рефрактором Рейнфельдера и другими приборами. Там Нина занималась, в частности, наблюдениями переменных звёзд и солнечных пятен, отправляя статьи и наборы данных в русские и европейские астрономические журналы; в эту обсерваторию приглашались для работы и другие астрономы. Уже 13 мая 1899 года она была избрана действительным членом Русского астрономического общества. Поддерживала многолетнюю переписку с Н. А. Морозовым.
Около 1902 года она начала работать в обсерватории Главной палаты мер и весов, куда её пригласил руководитель палаты Дмитрий Иванович Менделеев.
В августе 1905 года приняла участие в наблюдении полного солнечного затмения в испанском городе Бургосе, в составе экспедиции Бельгийского астрономического общества, членом которого она также была.
В том же 1905 году поступила вольнослушательницей на Бестужевские курсы в Петербурге. В следующем году хлопотала о праве посещать лекции по теоретической астрономии в университете, но (вероятно, вместо этого) стала заниматься частным образом у кого-то из профессоров. Из-за невозможности учиться в университете активно занималась самообразованием и астрономическими наблюдениями в Пулковской обсерватории, писала статьи для журналов, посещала заседания трёх обществ: Астрономического, Физико-химического и Географического. Окончила курсы в 1909 году.
В 1909—1910 годах проводила наблюдения кометы Галлея, в том же году опубликовала монографию «История кометы Галлея». В 1913 году за эту работу она получила 19-ю по счёту премию «Русского астрономического общества» имени Императора Николая II. В августе 1914 года в Крыму наблюдала ещё одно полное солнечное затмение.
В 1915 году в обсерватории в Собольках был оборудован лазарет для раненых, а в декабре 1917 года всё имение было конфисковано большевиками, хотя два меньших из трёх телескопов (без монтировок) Субботина успела оттуда вывезти. Она переехала в Сормово, где на судостроительном заводе работали её братья, и поступила на работу в местное отделение Пролеткульта. Там она тоже организовала общественную обсерваторию, но до 1920 года безуспешно пыталась добиться восстановления обсерватории в Собольках, где возникла коммуна.
Около 1924 года Нина Михайловна вернулась в Ленинград, однако не могла найти там официальную работу по специальности, так как не имела диплома о высшем образовании. Только в 1934 году по ходатайству друзей-учёных она получила персональную пенсию в 200 рублей и смогла вернуться к частным научным занятиям; в 1936-м в станице Белореченской снова наблюдала солнечное затмение.
После начала Великой Отечественной войны эвакуировалась в Ташауз Туркменской ССР, где в тяжелейших бытовых и денежных условиях вела исследования местного климата в интересах военной медицины. Вернувшись в Ленинград, где в 1947 году получила комнату в Доме для престарелых учёных, до последних лет жизни вела наблюдения Солнца.
Умерла 2 ноября 1961 года.